# 힙노틱
《힙노틱》(영어: Hypnotic)은 2023년 개봉한 미국의 SF 액션 스릴러 영화이다. 로버트 로드리게스가 감독과 공동 각본을 맡았다.

## 줄거리
오스틴 형사 대니는 3년 전 7살 짜리 딸 미니가 납치 당한 뒤 심리 치료를 받고 있다. 대니는 은행의 특정 안전 금고를 노린 강도 행각과 관련한 단서를 쫓던 끝에 점술가 다이애나를 찾아가게 된다. 다이애나는 은행에 나타났던 정체미상의 남성과 자신이 정부의 비밀 "부서"에서 훈련 받은 최면술사들인 소위 "힙노틱"이라는 사실을 알려주는데…

## 출연
- 벤 애플렉 - 대니 루크 역
- 알리시 브라가 - 다이애나 크루즈 역
- J. D. 파도
- 할라 핀리 - 미니 루크 역
- 다요 오케니이
- 제프 페이히
- 재키 얼 헤일리
- 윌리엄 픽트너